# Richard Sammel

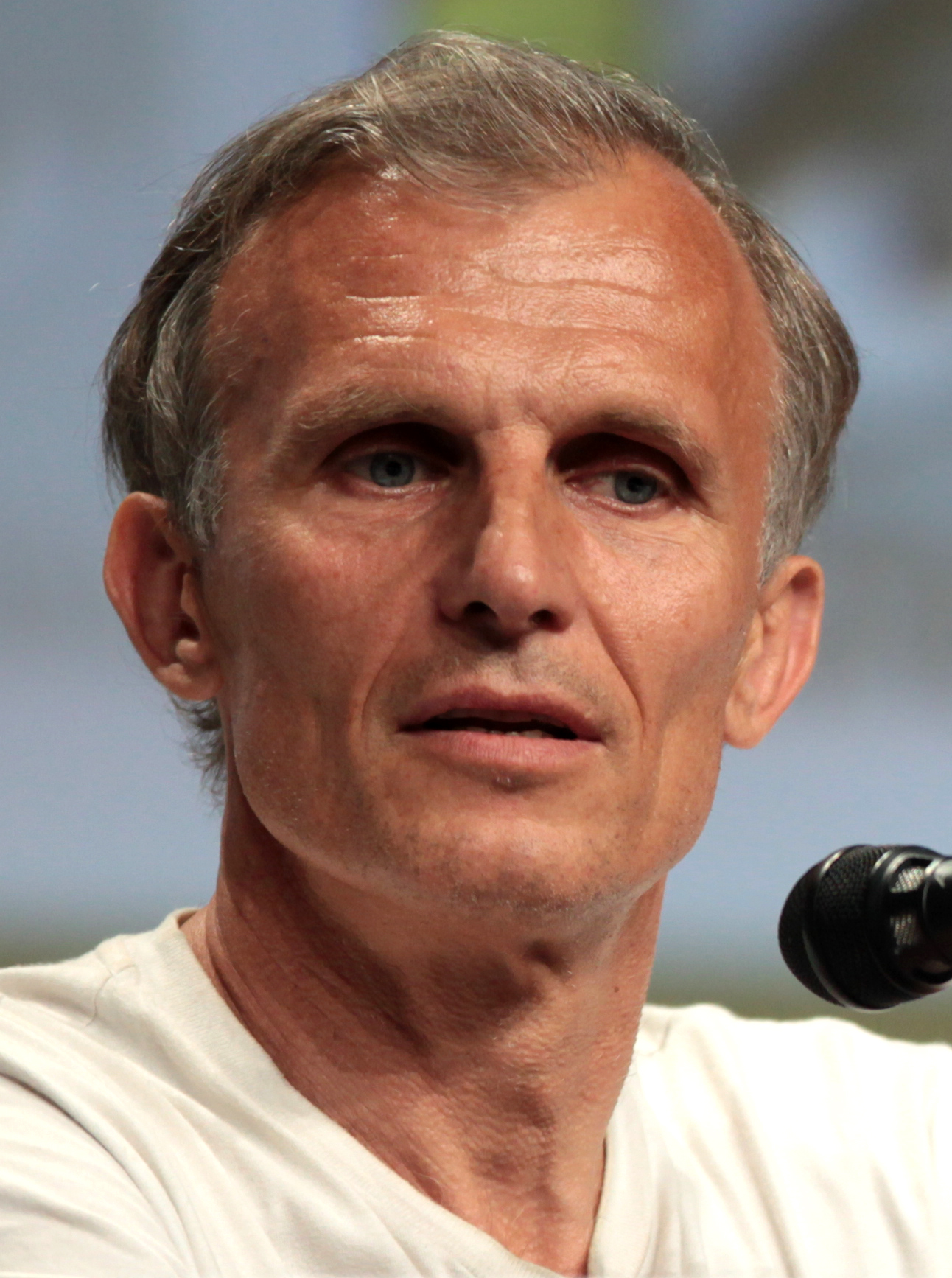
Richard Sammel (2014)

Richard Erwin Sammel (* 13. Oktober 1960 in Heidelberg) ist ein deutscher Schauspieler.

## Leben und Wirken
Sammel studierte Musik und Theater in Hildesheim, anschließend Regie in Aix-en-Provence und Method Acting in Rom. Während der 1980er-Jahre trat Sammel in Frankreich und Hildesheim im Theater auf. Ab 1989 arbeitete er mit dem Theaterregisseur Giorgio Barberio Corsetti in Rom zusammen und lernte dabei die Schauspielerin Susan Strasberg kennen, die ihm zu seiner ersten Filmhauptrolle in Il Piacere delle Carni verhalf. Während der 1990er-Jahre lebte Sammel in Paris und spielte diverse Film-, Theater- und Fernsehrollen in verschiedenen Ländern. 1998 trat er in dem Film Taxi als Anführer einer deutschen Bankräuberbande auf.
Nach der Jahrtausendwende konnte Sammel seinen Bekanntheitsgrad mit internationalen Großproduktionen weiter steigern: Er verkörperte den Terroristen Adolph Gettler in Casino Royale und den deutschen Feldwebel Werner Rachtman in Quentin Tarantinos Inglourious Basterds. 2025 wirkte er in der Star-Wars-Serie Andor als Carro Rylanz, dem Anführer des Widerstands auf Ghorman, mit.
Seit 2007 lebt Sammel in Berlin. Im Oktober 2024 wurde Sammel Mitglied der Deutschen Filmakademie.

## Filmografie (Auswahl)
- 1992: Il Piacere delle Carni
- 1994: Klon
- 1994: Nu comme un poisson dans l’eau
- 1995: Les Misérables
- 1995: Der Husar auf dem Dach (Le hussard sur le toit)
- 1996: Die Elsässer (Les alsaciens – ou les deux Mathilde, Miniserie)
- 1997: Das Leben ist schön (La vita è bella)
- 1998: La prière de l’ecolière
- 1998: Taxi
- 2000: In stürmischen Zeiten (The Man Who Cried)
- 2001: Der Brunnen
- 2002: Das tödliche Wespennest (Nid de guêpes)
- 2002: Medicopter 117 (Fernsehserie, Folge 5x09)
- 2003: Wolfpack
- 2003: MA 2412 – Die Staatsdiener
- 2005: Zeppelin!
- 2006: Die Geschichte des Soldaten Antonin (Les fragments d’Antonin)
- 2006: OSS 117 – Der Spion, der sich liebte (OSS 117: Le Caire, nid d’espions)
- 2006: James Bond 007: Casino Royale (Casino Royale)
- 2007: Das 100 Millionen Dollar Date
- 2008: Lady Blood
- 2008: Dicke Liebe
- 2009–2017: Un Village Français – Überleben unter deutscher Besatzung (Un village français)
- 2009: Phantomschmerz
- 2009: Inglourious Basterds
- 2009: This is love
- 2009: Lila, Lila
- 2010: Die Akte Golgatha
- 2010: Tatort: Am Ende des Tages (Fernsehreihe)
- 2010: Undercover Love (Fernsehfilm)
- 2010: Werner – Eiskalt!
- 2011: Sniper: Reloaded
- 2011–2012: Allein gegen die Zeit (Fernsehserie, 9 Folgen)
- 2012: Treto poluvreme
- 2013: Company of Heroes
- 2013: Eine Hochzeit und andere Hindernisse (Des gens qui s’embrassent)
- 2013: Der zweite Mann (Fernsehfilm)
- 2014: Da Vinci’s Demons (Fernsehserie, Folge 2x04)
- 2014: Die Schöne und das Biest (La belle et la bête)
- 2014: 3 Days to Kill
- 2014–2017: The Strain (Fernsehserie, 46 Folgen)
- 2015: Outside the Box
- 2018: Der Mordanschlag
- 2018: Die Dirigentin (De Dirigent)
- 2019: Letzte Spur Berlin (Fernsehserie, Folge 8x05)
- 2019: Baumbacher Syndrome
- 2019: Gate to Heaven
- 2019: Der Name der Rose (Fernsehserie, 8 Folgen)
- 2020: The Head (Fernsehserie, 6 Folgen)
- 2021: Das Seil (La corde, Miniserie, 3 Folgen)
- 2021: Die Königin des Nordens (Margrete den første)
- 2021: Faking Hitler (Fernsehserie, 5 Folgen)
- 2021: Spencer
- 2022: Baden gegen Württemberg – Männer, Macht und Frauenfunk
- 2023: Alles Licht, das wir nicht sehen (All the Light We Cannot See, Miniserie, Folge 1x03)
- 2024: Rich Flu
- 2024: A Better Place (Fernsehserie, 8 Folgen)
- 2025: Andor (Fernsehserie, 5 Folgen)

## Computerspiele (Auswahl)
- 2002: Syberia
- 2003: Fire Department (Computerspiel, Stimme des Erzählers)
- 2004: Syberia II
- 2005: Fahrenheit (Stimme von Lucas Kane)